# دييغو شفارتزمان
دييغو شفارتزمان (بالإسبانية: Diego Schwartzman)‏ (ولد في 16 اغسطس 1992، في بوينس آيرس, الأرجنتين). هو لاعب كرة مضرب محترف.

## روابط خارجية
- دييغو شفارتزمان على موقع IMDb (الإنجليزية)

- دييغو شفارتزمان على موقع رابطة محترفي التنس (الإنجليزية)
- دييغو شفارتزمان على موقع الاتحاد الدولي لكرة المضرب (الإنجليزية)
- دييغو شفارتزمان على موقع كأس ديفيز (الإنجليزية)
- دييغو شفارتزمان على موقع إي إس بي إن.كوم (الإنجليزية)
- دييغو شفارتزمان على موقع اللجنة الأولمبية الدولية (الإنجليزية)
- دييغو شفارتزمان على موقع أوليمبيديا (الإنجليزية)
- دييغو شفارتزمان على موقع اللجنة الأولمبية الأرجنتينية (الإسبانية)